# Mossbelonia
Mossbelonia (Belonia incarnata) är en lavart som beskrevs av Th. Fr. & Graewe ex Th. Fr. Mossbelonia ingår i släktet Belonia och familjen Gyalectaceae.  Arten är reproducerande i Sverige. Inga underarter finns listade i Catalogue of Life.